# Нур ад-Дин Али
Ну́р ад-Ди́н Али́ или Ну́р ад-Да́хр Али́ (? — 1671) — 38-й имам касим-шахской ветви низаритской общины исмаилитов.
Нур ад-Дахр Али сменил своего отца Халилуллаха I, когда последний умер в марте 1634 года, до своей смерти в ноябре 1671 года.  Как и его отец, он жил в Анджудане, но также путешествовал, чтобы увидеть исмаилитов-низаритов в разных частях Персии. Его надгробие находится в Анджудане, и было задокументировано историком Ивановым.
Ему наследовал его сын Халилуллах II Али.